# Take Me as I Am (Faith Hill)
Take Me as I Am è l'album di debutto della cantante country statunitense Faith Hill, pubblicato il 12 ottobre 1993 dall'etichetta discografica Warner.
Dall'album sono stati estratti i singoli Wild One, Piece of My Heart, But I Will e la title track Take Me as I Am.

## Tracce e formati
CD (Warner 9362-45389-2)
1. Take Me as I Am – 3:17 (Bob DiPiero, Karen Staley)
2. Wild One – 2:45 (Pat Bunch, Jaime Kyle, Will Rambeaux)
3. Just About Now – 2:57 (Gary Burr, Jon Vezner)
4. Piece of My Heart – 4:01 (Bert Berns, Jerry Ragovoy)
5. I've Got This Friend – 3:46 (Bruce Burch, Vern Dant, Faith Hill) – (feat. Larry Stewart)
6. Life's Too Short to Love Like That – 2:37 (Sandy Ramos)
7. But I Will – 3:47 (Troy Seals, Eddie Setser, Larry Stewart)
8. Just Around the Eyes – 3:07 (Gary Burr)
9. Go the Distance – 3:02 (Trey Bruce, Faith Hill, Thom McHugh)
10. I Would Be Stronger Than That – 4:48 (Gary Burr)

Durata totale: 34:07

## Classifiche
| Classifica (1993)                    | Posizione raggiunta |
| ------------------------------------ | ------------------- |
| Stati Uniti                          | 59                  |
| Stati Uniti (classifica country)     | 7                   |
| Stati Uniti (classifica heatseekers) | 4                   |